# Alain Bouchart
Cet article possède un paronyme, voir Alain Bouchard.
Pour les articles homonymes, voir Bouchart.
Alain Bouchart (ou Bouchard), né vers 1440 à Batz-sur-Mer, mort entre 1514 et 1530, sans doute à Paris, est un juriste, administrateur et historien breton, auteur des Grandes chroniques de Bretagne en moyen français, publiées en 1514 à Paris, première Histoire de Bretagne imprimée.

## Biographie

### Origine et jeunesse
Sa famille, noble, s'est illustrée depuis Nicolas Bouchart, amiral de Bretagne au XIVe siècle. Un manoir noble de « Kerbouchard », sans doute son lieu de naissance, existe sur la paroisse de Batz. Il est peut-être le fils d'un Alain Bouchart, receveur de la sénéchaussée de Guérande, attesté par un acte de 1434 (nommé depuis peu, car en 1432 il existe un autre titulaire). Jacques Bouchart est son frère aîné.
Sa signature apparaît pour la première fois en 1471 dans un acte établi à Guérande où il fait alors fonction de notaire. Selon son propre témoignage dans un avertissement figurant dans la première édition des Chroniques, il est bretonnant de naissance, s'excusant de mal maîtriser le français (le breton a été parlé à Batz-sur-Mer jusqu'à la fin du XIXe siècle). 
À une date incertaine, sans doute peu éloignée de 1471, il participe avec d'autres notables de la région de Guérande à un acte de piraterie visant un groupe de trois navires de commerce étrangers (génois, allemand et espagnol) croisant de conserve près de Belle-Île, qui sont détournés vers Noirmoutier, les équipages étant détroussés et gravement molestés. Cette entreprise fait ensuite l'objet d'un procès devant la justice ducale, mais il est probable qu'il n'ait abouti à rien.

### Carrière à la cour ducale

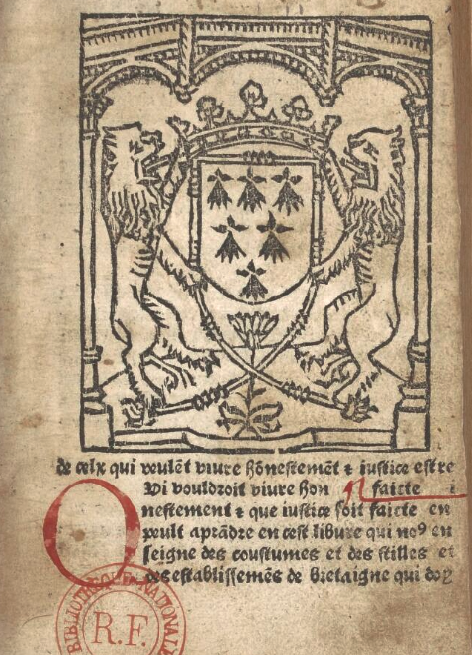
Une des pages de Coutumes et constitutions de Bretagne par Nicolas Dalier, Alain Bouchart, .. (livre imprimé en 1485 à Bréhan-Loudéac).

Il a peut-être dès cette époque exercé un temps la profession d'avocat, dont il fait un vibrant éloge et défend à l'occasion les intérêts. Vers le début des années 1480, il rejoint son frère aîné Jacques qui est secrétaire de la chancellerie du duc François II. Il s'indigne du sort réservé au chancelier Guillaume Chauvin (mort en prison en avril 1484), et dénonce le pouvoir de Pierre Landais, dont la chute en juin 1485 est un épisode très développé dans les Chroniques. Il reproche notamment au trésorier d'être « de basse extraction » et « de lignage roturier et rustique ».
En 1484, les frères Bouchart sont chargés d'une enquête à Saint-Malo sur la disparition d'une cargaison de pastel. En 1485, la signature d'Alain apparaît sur plusieurs actes de la chancellerie ducale (18 août, 25 septembre, 24 novembre, 30 novembre). Cette même année, les frères participent à l'édition d'un volume intitulé Coustumes et Constitution de Bretaigne, dont les deux premières éditions sont datées du 26 mars 1484 « vieux style » (c'est-à-dire 1485) et du 3 juillet 1485 ; ils ont collaboré seulement à la seconde partie (Constitution de Bretaigne), « visitée et correctée par Jacques Bouchart, greffier du Parlement, et maistre Allain Bouchart ».
En septembre 1488, il figure avec le titre de maître des requêtes dans le cortège funèbre du duc François II (cortège d'un faste extrême qui comprenait 763 personnes). C'est à cette date que s'achève le récit des Chroniques (sans les additions anonymes). Début 1489, il est à Guérande auprès de la jeune duchesse Anne et est envoyé en ambassade après du roi Charles VIII, qui se trouve en Touraine, et dont les troupes sont victorieuses en basse Bretagne. Il est accompagné de Guillaume Guéguen, archidiacre de Penthièvre. Mais ensuite, dans le conflit qui oppose notamment le chancelier Philippe de Montauban et le maréchal de Rieux, tuteur désigné de la duchesse, il se range parmi les partisans de ce dernier et se sépare donc de la cour ducale. En novembre suivant, il figure parmi les partisans du maréchal qui reçoivent un sauf-conduit signé de la duchesse pour se rendre aux États à Redon.

### Carrière à Paris
En 1491, il est un des dignitaires bretons qui se rallient à l'idée d'un mariage entre la jeune duchesse et le roi Charles VIII (mariage conclu le 6 décembre). Par un acte daté du 20 septembre, le roi commande à son trésorier Jehan Legendre de verser cent livres tournois « a nostre ame et feal consaller maistre des Requestes de nostre hostel maistre Alain Bouchart ». Ce versement fait partie d'une campagne d'« arrosage » des responsables bretons menée alors par la cour de France.
Rallié donc au parti français, et devenu « conseiller du roi  en son grand conseil », il émigre à Paris et épouse Marie Fremierre, fille d'un sieur Fremierre propriétaire du domaine de Vaux-le-Vicomte, et le couple apparaît en 1494 installé sur une partie de ce domaine qui a été divisé entre héritiers. Mais il y a conflit entre ces derniers, à propos notamment d'un droit de pêche dans les étangs, et Bouchart se fait violemment agresser par des sbires de « la veuve de feu maistre Jehan Frimierre », affaire qui fait l'objet d'un arrêt de la grande Chambre le 16 décembre de cette année. On ignore comment elle se termine.
Devenu veuf, il se remarie dès 1496, à Paris, avec Jeanne Le Resnier, fille de Jean Le Resnier et de Marguerite du Breuil. Toujours conseiller du Grand Conseil, il y siège aux côtés d'un de ses parents (parenté confirmée par les armoiries), le conseiller-maïtre Jehan Bouchard, seigneur d'Anvers († le 24 août 1524, inhumé en l'église Saint-André-des-Arts auprès de sa femme Jeanne de Fremière, † le 15 février 1534, sans doute la sœur de Marie, épouse d'Alain). Il y avait des Bouchard dans la notabilité parisienne dès la fin du XIIIe siècle, et plusieurs magistrats de ce nom au Parlement de Paris aux XVIe et XVIIe siècles.  
Il semble qu'après la mort de Charles VIII (7 avril 1498), il accompagne la duchesse-reine Anne qui retourne  à Nantes (octobre 1498) : il apparaît en novembre 1499 dans une affaire judiciaire à Varades, en tête d'une liste de greffiers et d'agents « de la ville ou de la cour » de Nantes. Désormais, dans la documentation, il est qualifié uniquement de maître ou d'avocat au Parlement de Paris, et ne paraît plus appartenir au Grand Conseil sous Louis XII.
Il retourne peu de temps après à Paris, où il réside en 1505 quand il est mêlé au procès de lèse-majesté intenté contre le maréchal de Rohan-Gié, président du Grand Conseil, détesté de la reine Anne : en mars et avril de cette année, il est cité à plusieurs reprises à comparaître comme témoin devant le Parlement de Paris, au nom du maréchal, mais parvient avec l'aide de sa femme, qui reçoit à chaque fois les huissiers, à se dérober à ces convocations en alléguant des absences ou des déplacements.  
C'est à Paris, chez le libraire Galliot du Pré (et l'imprimeur Jehan de La Roche), qu'il publie ses Grandes Chroniques de Bretaigne en novembre 1514 (le privilège royal accordé au libraire est daté du 6 mai). On ignore la date et le lieu de sa mort, sinon que dans la troisième édition, en 1531, Galliot du Pré indique que l'auteur n'est plus en vie. Il est probable qu'il a terminé son existence à Paris.

## LesChroniques

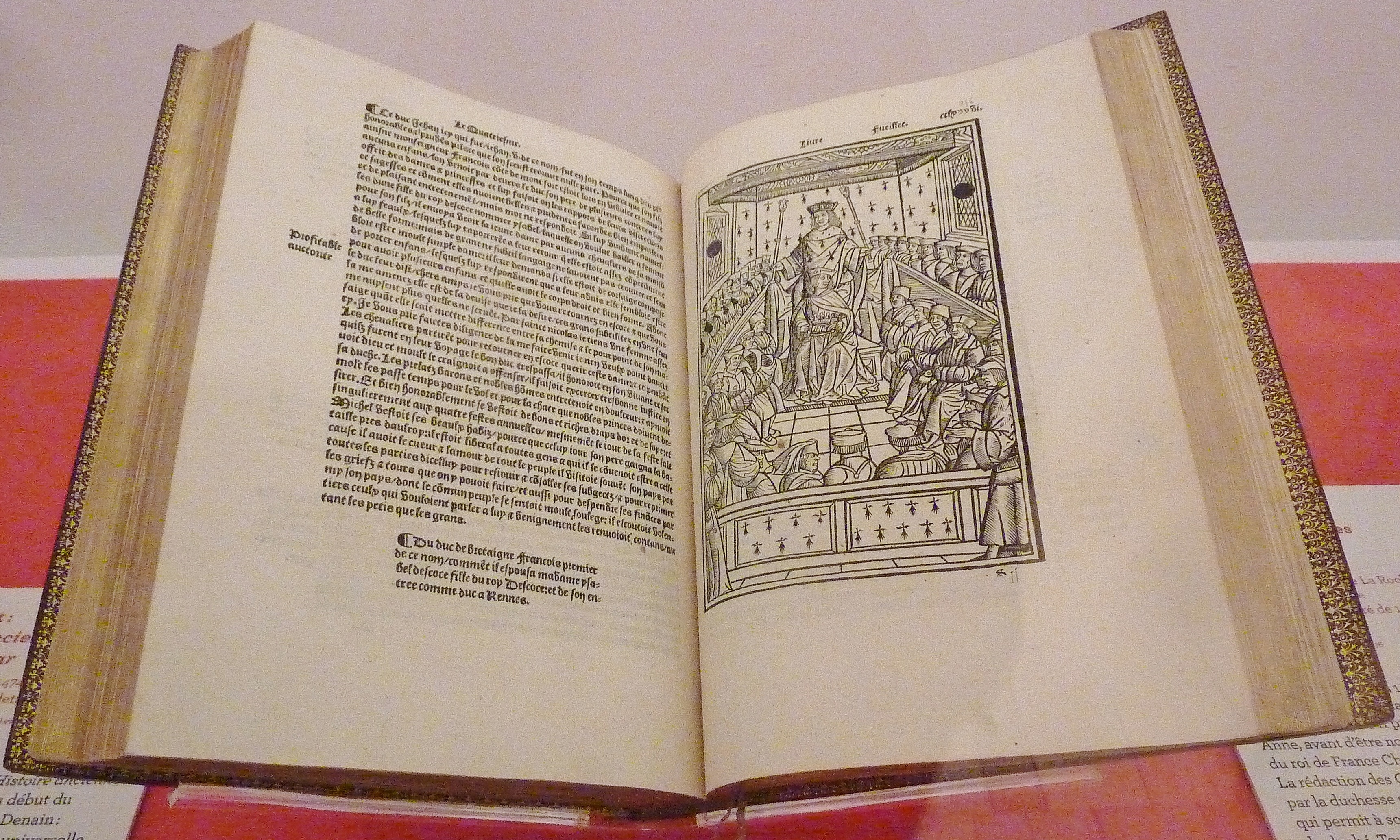
Alain Bouchart :deux pages des Grandes chroniques de Bretaigne

Cet ouvrage, composé sur plusieurs années, a été encouragé par la duchesse-reine Anne de Bretagne, qui a ouvert les archives ducales à l'auteur, mais il a paru dix mois après sa mort le 9 janvier 1514. Il est divisé en quatre livres, et le prologue nous apprend que certaines parties furent lues en manuscrit par ou devant la reine, mais en IV, 239, on lit l'expression « la bonne royne et duchesse naguères trespassée » (dans un passage traitant des événements de 1372). Le récit court de la prétendue origine troyenne des anciens rois bretons (une légende remontant à l' Historia Brittonum et à l' Historia regum Britanniæ) jusqu'en 1488. Il y eut cinq éditions imprimées au XVIe siècle (1514, 1518, 1531, 1532, 1541), avec des prolongements anonymes dans les trois dernières, et c'est par elles que le texte est connu (pas de manuscrit conservé). Marie-Louise Auger a retrouvé quatorze exemplaires de l'édition de 1514 (dont quatre dans les grandes bibliothèques parisiennes, et cinq en Bretagne). L'édition de 1518 (du libraire Michel Antier, de Caen), est due à un concurrent de Galliot du Pré soucieux de profiter de l'expiration du privilège de trois ans. Après 1541, il n'y a plus d'édition jusqu'en 1886 (Henri Le Meignen et Arthur de La Borderie, sous les auspices de la Société des Bibliophiles bretons, chez H. Caillières, à Rennes).
S'agissant de la rédaction, les Chroniques d'Alain Bouchart sont postérieures à la Cronique des roys et princes de Bretaigne armoricane, de Pierre Le Baud, aumônier d'Anne de Bretagne (rédigée entre 1496 et  la mort de l'auteur en 1505, et faisant suite à un premier ouvrage du même datant de 1480, intitulé Compillation des cronicques et ystoires des Bretons). Bouchart s'inspire très largement de Le Baud sans le dire, mais ses Chroniques ayant été imprimées les premières, le texte de Le Baud ne le fut pas avant 1638.
La seule œuvre contemporaine citée par Alain Bouchart est le Compendium de Francorum origine et gestis, publié en 1495 par Robert Gaguin, à qui il emprunte certains éléments, mais contre qui aussi il polémique : en soutenant que les Bretons étaient chrétiens dès l'époque romaine, et bien avant les Francs, et que Conan Mériadec, roi chrétien de Bretagne armoricaine, vivait un siècle avant Clovis (I, 59) ; en attribuant au roi Arthur, sur la foi de Vincent de Beauvais, une conquête de la Gaule, niée par Gaguin, et sur la foi de Gervais de Tilbury, l'institution des douze pairs de France, alors que Gaguin l'attribuait à Charlemagne (II, 80) ; en niant que les Bretons, chassés de leur île par les Saxons, auraient trouvé refuge dans le pays des Francs, et que Charlemagne, en leur envoyant le sénéchal Audulf pour leur imposer tribut, aurait été dans son droit.

## Édition
- Alain Bouchart, Grandes croniques de Bretaigne, texte établi par Marie-Louise Auger et Gustave Jeanneau sous la direction de Bernard Guenée, coll. « Sources d'histoire médiévale publiées par l'Institut de Recherche et d'Histoire des Textes », éd. du CNRS, Paris, 1986, 2 vol.